# Anriett
Az Anriett női név a Henriett francia változatának magyar helyesírással írt alakja.

## Rokon nevek
Etta, Harriet, Heni, Henriett, Henrietta, Hetti, Indra, Jetta, Jetti, Rika

## Gyakorisága
Az újszülötteknek az 1990-es években nem lehetett anyakönyvezni. A 2000-es és a 2010-es években sem szerepelt a 100 leggyakrabban adott női név között.
A teljes népességre vonatkozóan az Anriett sem a 2000-es, sem a 2010-es években nem szerepelt a 100 leggyakrabban viselt női név között.